# Шочипала

Розташування Щочипали серед інших археологічних городищ формаційного періоду.

Шочипала (Xochipala) — невелике археологічне городище в мексиканському штаті Герреро, назва якого асоціюється, не завжди правильно, зі стилем фігурок і кераміки формаційного періоду. Шочипала разом з низкою сусідніх городищ іноді виділяється в окрему археологічну культуру Мескала.

## Городище
Археологічна зона Органера-Шочипала (Organera Xochipala) отримала назву від сусіднього села Шочипала (Xoxhipala) та місцевого кактуса Stenocereus thurberi. На відміну від добре відомих статуеток і кам'яних чаш у стилі Шочипала, які відносяться до формаційного (докласичного) періоду від 1500 до 200 до н. е., городище відноситься до класичного і посткласичного періодів, від 200 р. до н. е. доо 1400 р. н. е. У середині 20 ст. городище було розграбовано, з нього було викрадено близько 20 тис. предметів.
Городище Шочипала цікаве тим, що на ньому виявлено арку з виступами — архітектурний винахід, зазвичай приписуваний культурі майя. Залишається спірним питання, чи є арка в Герреро запозиченням у майя, чи незалежним місцевим винаходом.

## Фігурки формаційного періоду

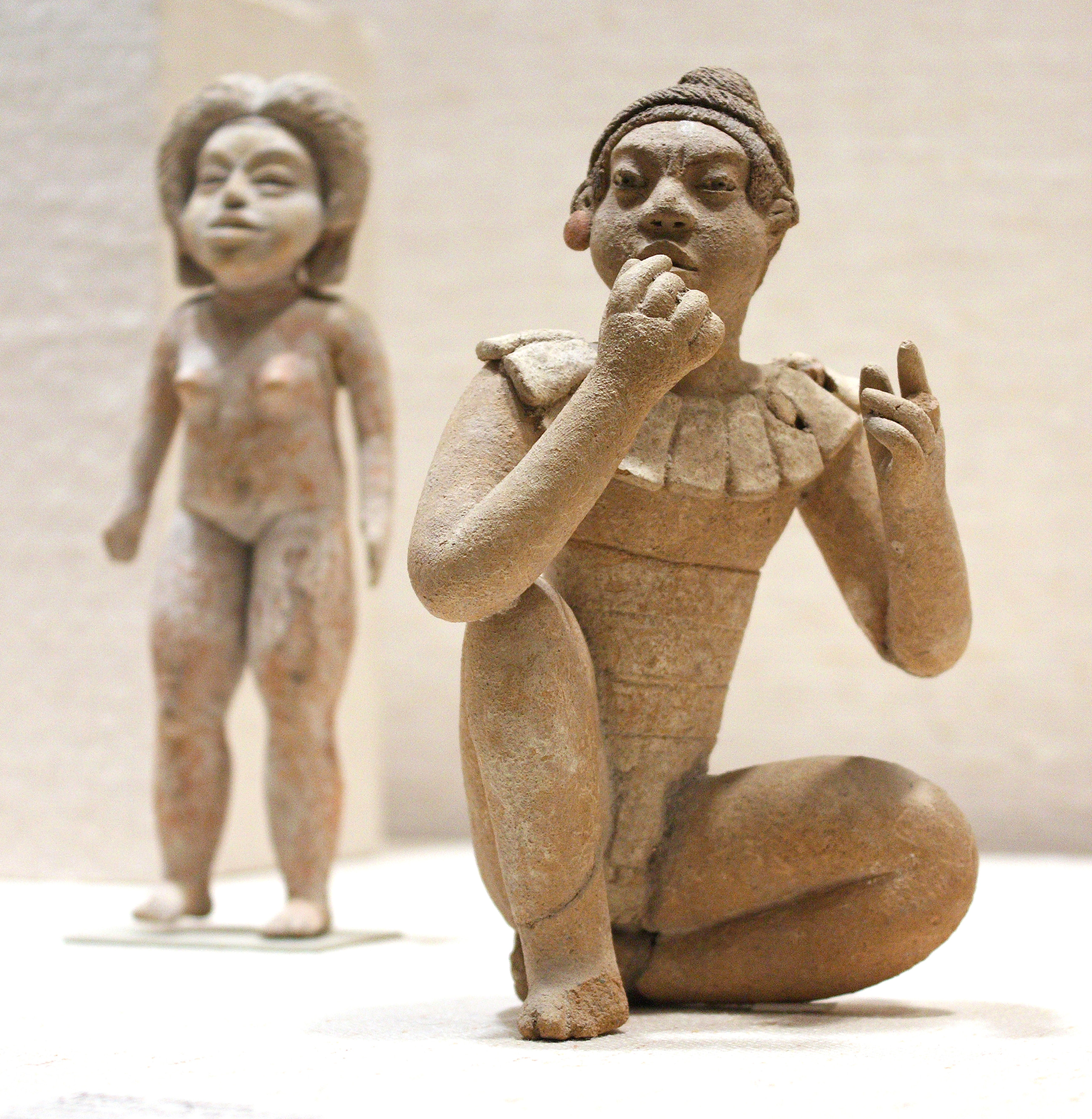
Дві фігурки формаційного періоду, 13 — 10 ст. до н. е. (?)

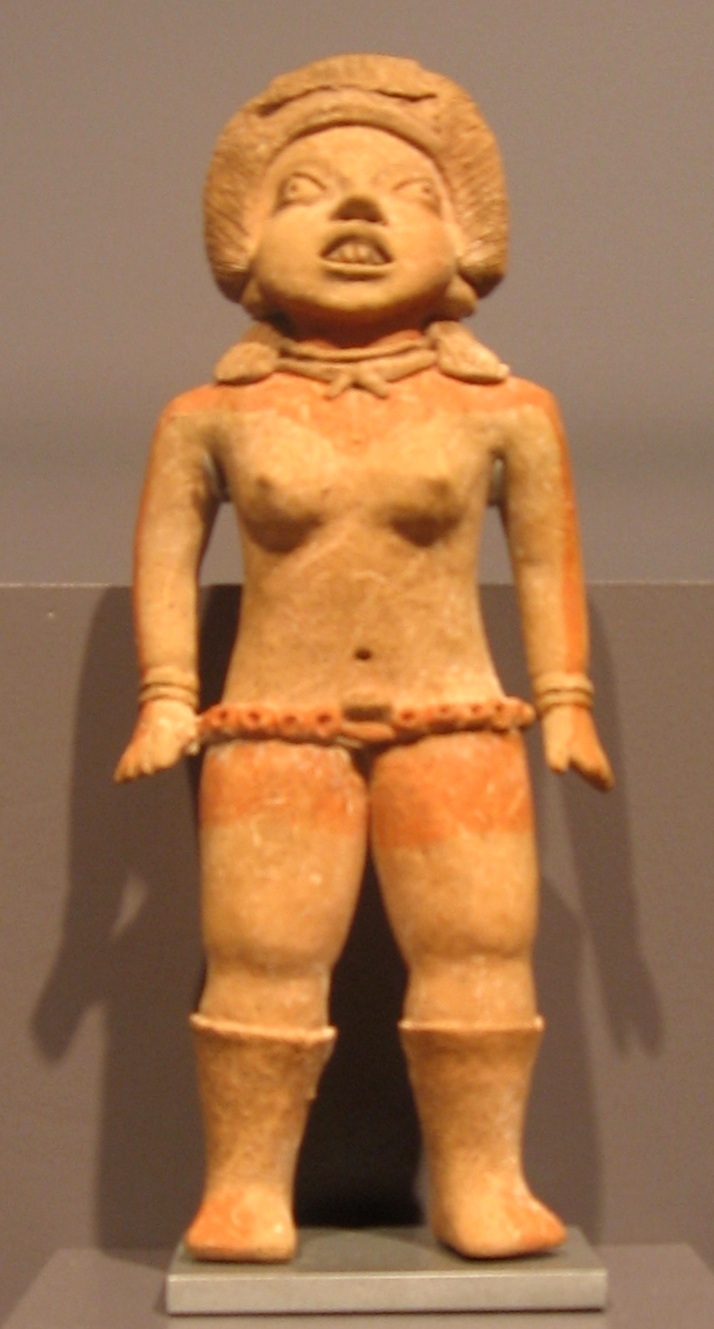
Фігурка жінки — гравчині в м'яч, 10 — 9 ст до н. е. або 15 — 10 ст до н. е..

Стиль Шочипала представлений одними з найбільш ранніх і найбільш натуралістичних статуеток Месоамерики, а також низкою чаш, майстерно вирізаних з дуже твердої кам'яної породи.
Першу з фігурок, віднесених пізніше до стилю Шочипала, придбав у Герреро 1897 року Вільям Найвен, який продав її музею археології та етнології Пібоді в 1903 році. На жаль, досі жодної фігурки стилю Шочипала не було виявлено в археологічних розкопках — всі відомі статуетки походять від колекціонерів і продавців старожитностей. Найраніша зі статуеток датується 15 ст. до н. е. однак, оскільки походження статуетки невідоме, датування засноване на стилістичних і композиційних характеристиках.
Для досягнення реалізму в зображенні багато з фігурок спочатку виготовлялися оголеними, а потім на них накладався глиняний одяг. Передбачається, що фігурки, знайдені оголеними, мали одяг з недовговічного матеріалу.

### Питання про походження культури
В книзі 1972 року Карло Гай (Carlo Gay) ототожнив фігурки стилю Шочипала з ранньою культурою на березі Мексиканської затоки, яка була попередницею ольмеків. На думку Гая, натуралістичний стиль «рання Шочипала» протягом століть перетворився на стилізовані зображення «пізньої Шочипали», які, в свою чергу, з часом перетворилися на майже абстрактне і хитромудре ольмецьке мистецтво.
Більшість дослідників, однак, категорично не згодні з думкою Гая про «схожість» між фігурками Шочипали і ольмецьким мистецтвом. Девід Ґроув вважає, що деякі дрібні особливості ольмецького мистецтва дійсно зустрічаються в мистецтві «середньої Шочипали» і на кам'яних чашах, однак ці особливості не зустрічаються у власне шочипальському мистецтві. Майкл Коу, з іншого боку, вважає, що у фігурках і чашах з Шочипали «немає нічого, що б могло стати основою для ольмецького стилю».
Девід Ґроув вважає, що на найраніші фігурки вплинула «вже розвинена і складна керамічна традиція півночі Південної Америки», з чим згодні багато інших археологів[хто?].